# (73236) 2002 JR33
(73236) 2002 JR33 – planetoida z pasa głównego asteroid okrążająca Słońce w ciągu 3,91 lat w średniej odległości 2,48 j.a. Odkryta 9 maja 2002 roku.